# 汝陽郡 (東晉)
汝陽郡，中国古郡名。
东晋咸康二年（336年）在今安徽和县、含山县境内设置的郡，领武津县和汝阳县，属豫州。